# Fjodor Wladimirowitsch Chorochordin

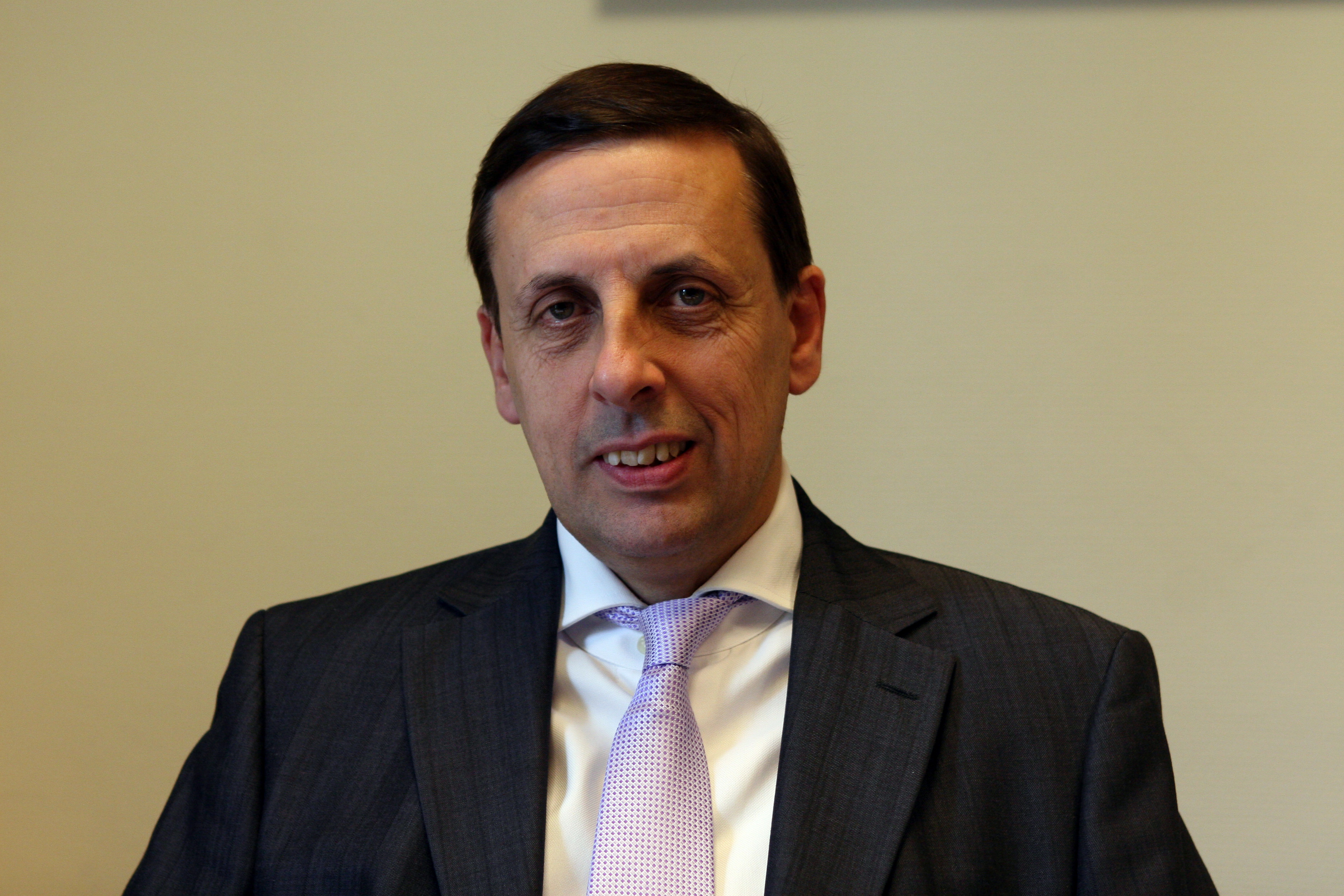
Fjodor Chorochordin

Fjodor Wladimirowitsch Chorochordin (in Deutschland bekannt auch unter Fedor Khorokhordin) (russisch Фёдор Владимирович Хорохордин; * 2. November 1953 in Moskau) ist ein russischer Diplomat im Range eines Außerordentlichen und Bevollmächtigten Gesandten und war von Juli 2006 bis Juni 2010 russischer Generalkonsul in Bonn. Aktuell ist Chorochordin Repräsentant des Freistaates Bayern in der Russischen Föderation und leitet das bayerische Büro in Moskau.

## Leben
Chorochordin studierte am Staatlichen Moskauer Institut für Internationale Beziehungen und trat unmittelbar nach Abschluss seines Jura-Studiums in den diplomatischen Dienst ein. Bereits als 23-Jähriger wurde er 1976 an die sowjetische Botschaft in der DDR in Berlin versetzt. In den 1980er Jahren war der Diplomat bis 1988 an der Botschaft in Bonn tätig.
Weitere Stationen der Diplomaten-Karriere bildeten die russische Botschaft in Wien von 1991 bis 1996, das Generalkonsulat in Hamburg und die Botschaft in Berlin von 1998 bis 2002, wo er als Leiter der Konsularabteilung tätig war. Von 2002 bis 2006 war er stellvertretender Leiter des Konsulardepartments des russischen Außenministeriums, wo er sich u. a. für das Deutsch-russische Abkommen über Reiseerleichterungen einsetzte.
Im Juni 2006 wurde er zum Generalkonsul der Russischen Föderation in Bonn ernannt. Nach vierjähriger Tätigkeit beendete er im Juni 2010 seine Arbeit in einem Amtsbezirk, der drei Bundesländer umfasste und übernahm zum 1. September 2010 die neue Funktion des Repräsentanten des Freistaates Bayern in der Russischen Föderation.
Chorochordin ist verheiratet und hat zwei Söhne.